# Kladruber

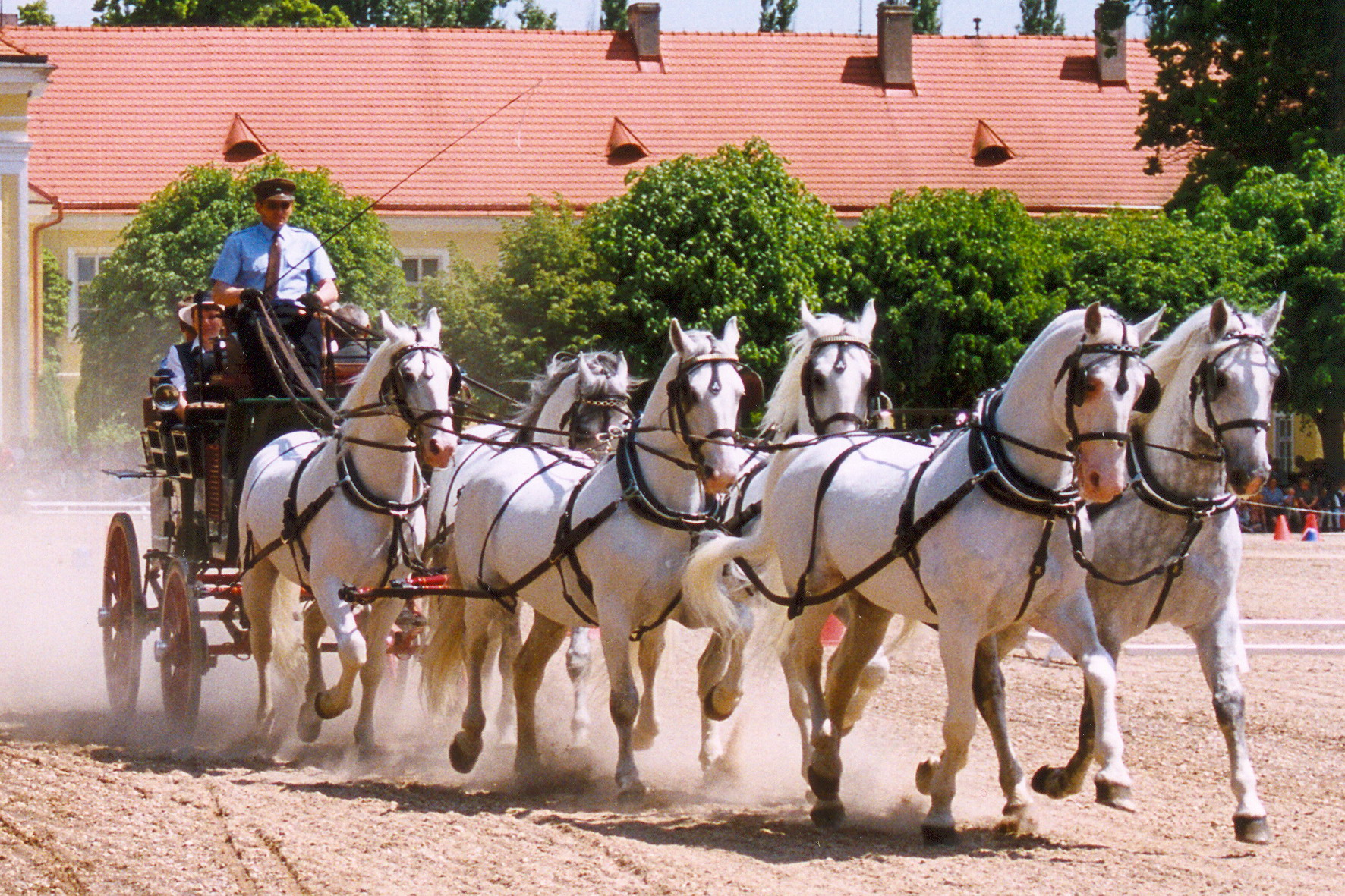
Zesspan kladrubers voor een koets

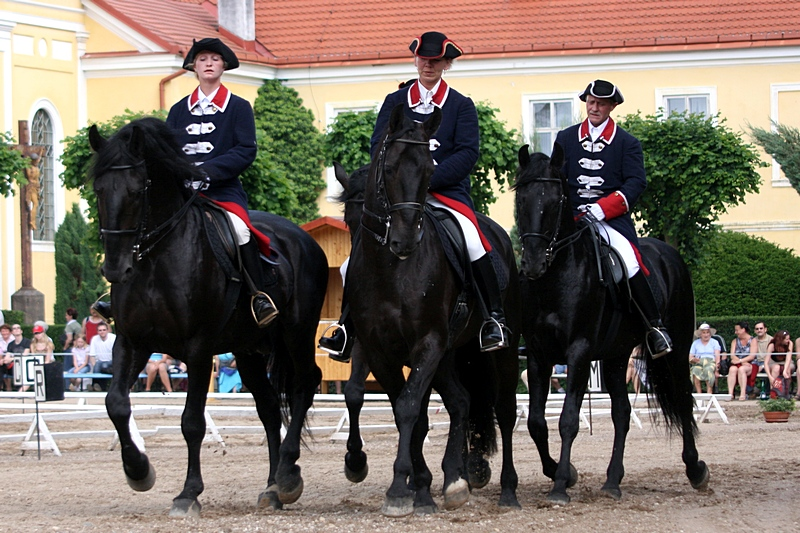
Kladruber onder het zadel

De kladruber is een Tsjechisch paardenras, dat van oorsprong gefokt werd in de nationale stoeterij in Kladruby nad Labem (aan de Elbe). Dit was een keizerlijke stoeterij, vergelijkbaar met die in Lipica. Het paard werd oorspronkelijk als koetspaard gefokt voor het huis Habsburg, maar wordt de laatste tijd ook meer en meer onder het zadel ingezet, met name in de dressuur.

## Kenmerken
De kladruber heeft een ramsneus (bol gebogen), grote bolle ogen, een hoge en krachtige halspartij, een vrij lange rug, stevige benen, stevige voetgewrichten en grote harde hoeven. De kleuren van dit ras zijn uitsluitend schimmel of zwart. De gangen zijn ruim. De draf toont fraaie actie.

## Karakter
Als uitstekend koetspaard munt dit ras uit in een gehoorzaam karakter, een rustig temperament en voldoende uithoudingsvermogen.

## Geschiedenis
De kladruber is het enige paardenras dat uitsluitend gefokt werd voor zijn gebruik tijdens plechtige ceremonies. Daarbij dienden de schimmels voor de wereldlijke en de zwarten voor de kerkelijke ceremonies. De stamhengsten die hiervoor geselecteerd werden waren allen imposante, statige paarden.
Zij werden in 1552 door keizer Maximiliaan II geïmporteerd vanuit Italië en Spanje. De officiële oprichting van de stoeterij door keizer Rudolf II vond plaats op 14 april 1579. Hiermee behoort de stoeterij in Kladruby tot de oudste ter wereld.
De schimmels gaan terug op de napolitanerhengst Imperatore door wie de hengstenlijnen Generale en Generalissimus ontstonden. De zwarten gaan terug op twee hengsten van Marquis Sacramoso. Deze lijn werd in de jaren dertig van de twintigste eeuw gedecimeerd.
Om deze kleur terug te krijgen, werd in het recente verleden gebruikgemaakt van de Friese hengst Romke. Daarnaast werd bloed toegevoegd van de lipizzaner en de shagya-arabier om een kleiner en eleganter type te verkrijgen.

## Afbeeldingen

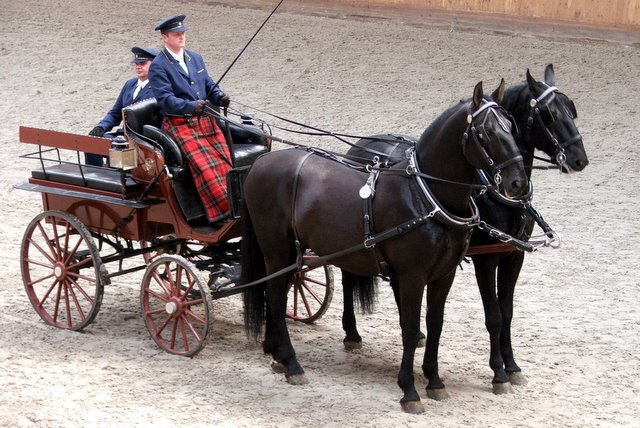
Tweespan kladrubers
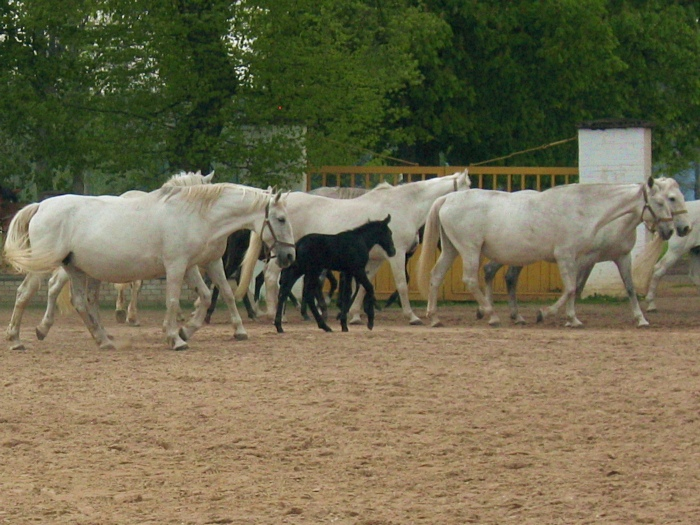
Merries met veulens
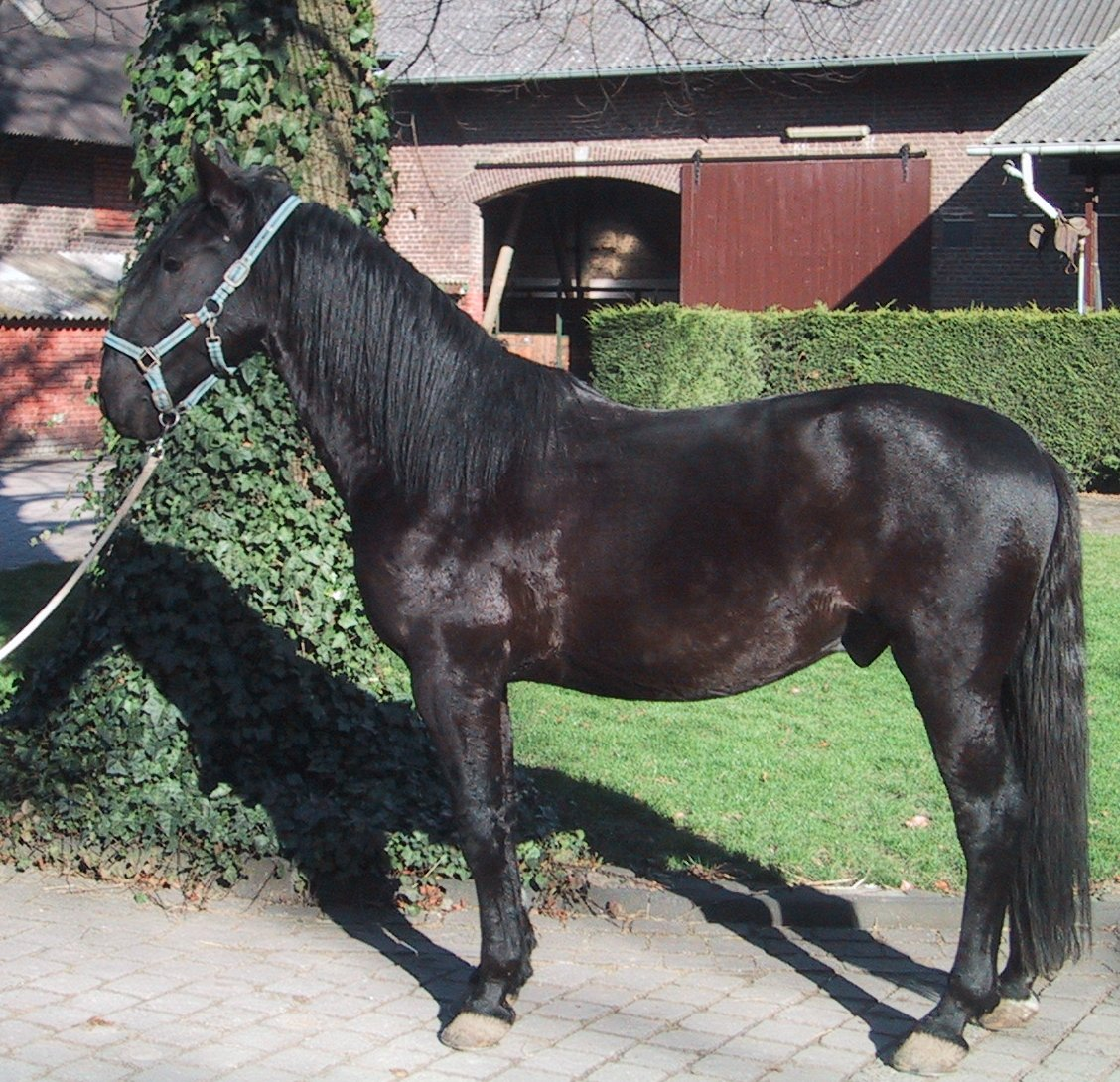
Zwarte kladruber